# Андрушківська сільська територіальна громада
Андрушківська сільська територіальна громада — територіальна громада в Україні, в Житомирському районі Житомирської області. Адміністративний центр — село Андрушки.

## Загальна інформація
Площа території — 138,2 км², кількість населення — 3 831 осіб (2020).
Станом на 2018 рік, площа території громади становила 121,03 км², кількість населення — 3 677 осіб.

## Населені пункти
До складу громади входять 6 населених пунктів — 1 селище (Новопаволоцьке) і 5 сіл: Андрушки, Василівка, Красногірка, Макарівка, Харліївка.

## Історія
Утворена 10 серпня 2016 року шляхом об'єднання Андрушківської, Василівської, Макарівської та Харліївської сільських рад Попільнянського району Житомирської області.
Відповідно до розпорядження Кабінету Міністрів України № 711-р від 12 червня 2020 року «Про визначення адміністративних центрів та затвердження територій територіальних громад Житомирської області», до складу громади була включена територія Красногірської сільської ради Попільнянського району.
Відповідно до постанови Верховної Ради України від 17 червня 2020 року «Про утворення та ліквідацію районів», громада увійшла до складу новоствореного Житомирського району.